# Garlipp
Garlipp is een plaats en voormalige gemeente in de Duitse deelstaat Saksen-Anhalt, en maakt deel uit van de gemeente Bismark (Altmark) in de Landkreis Stendal.
Het plattelandsdorpje Garlipp, tevens een Ortschaft van Bismark, telde, begin 2022, 175 inwoners. Het ligt 4 kilometer ten zuidoosten van het stadje Bismark.

## Kerk
De romaanse dorpskerk dateert van buiten uit de 13e eeuw. Het interieur dateert uit de 18e en 19e eeuw.

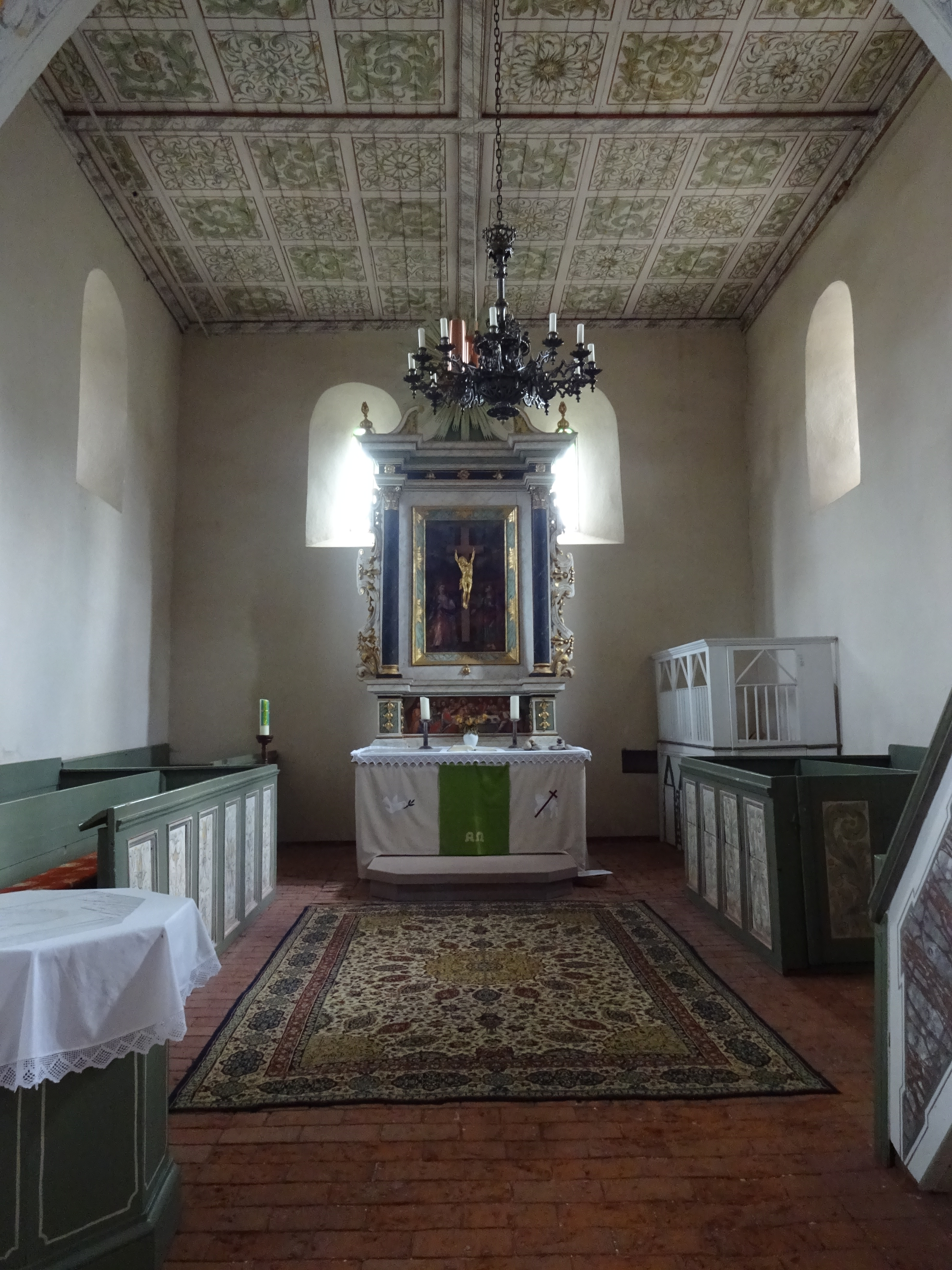
Interieur dorpskerk te Garlipp (1)
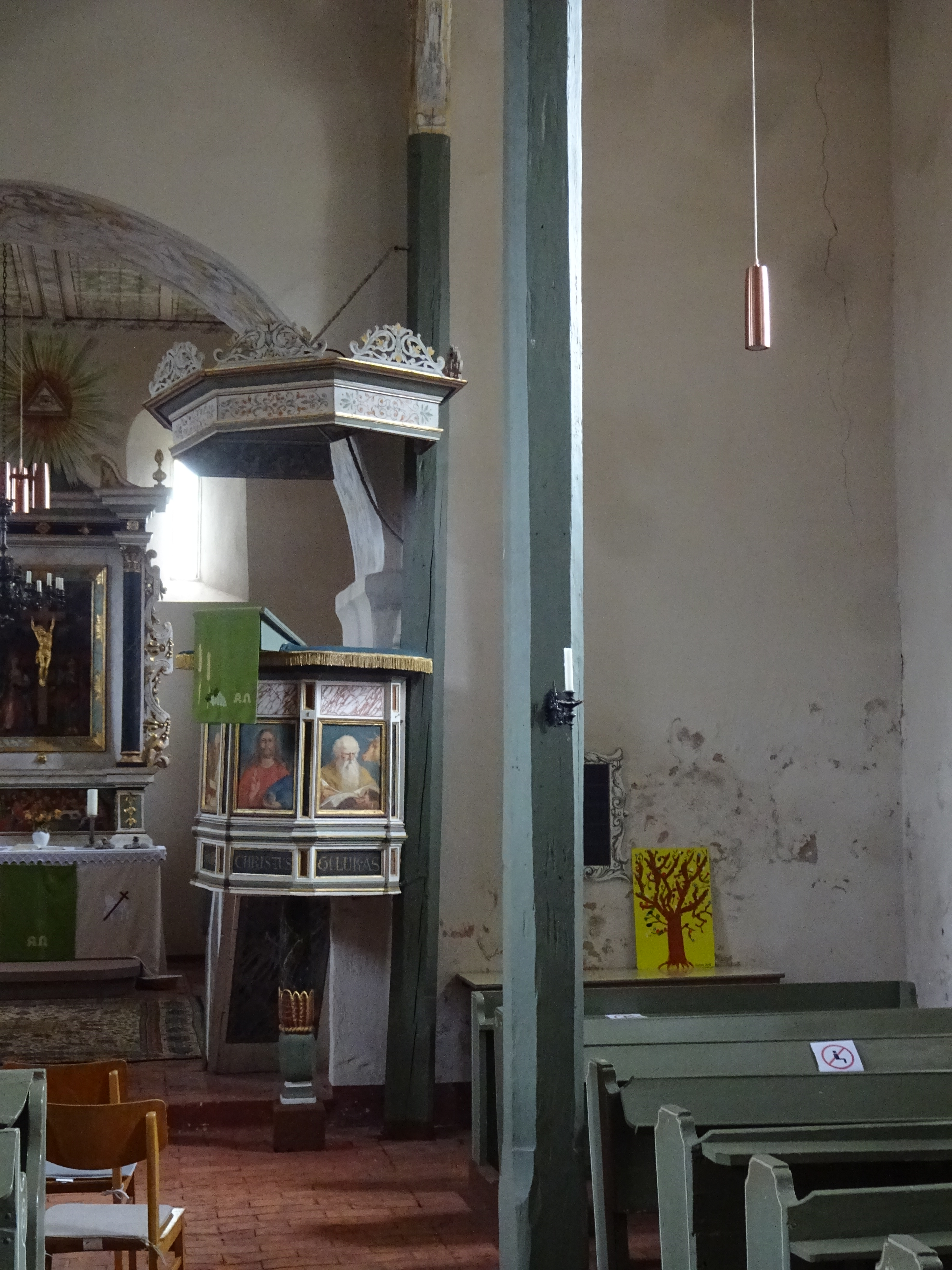
Interieur dorpskerk te Garlipp (2, kansel)
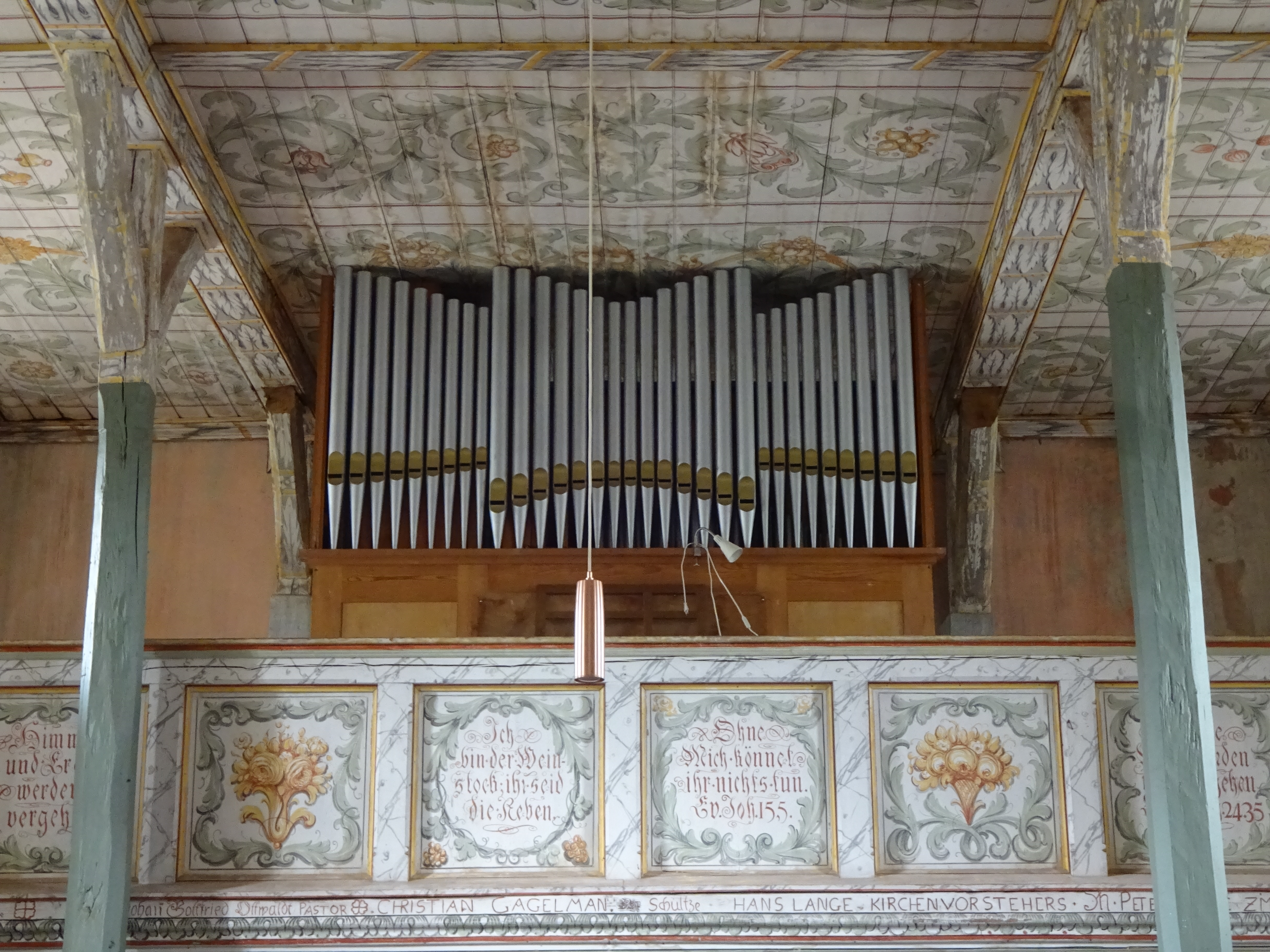
Interieur dorpskerk te Garlipp (3, orgel)